# Isoglossa ixodes
Isoglossa ixodes är en akantusväxtart som beskrevs av Gustav Lindau. Isoglossa ixodes ingår i släktet Isoglossa och familjen akantusväxter. Inga underarter finns listade i Catalogue of Life.